# Chiesa della Madonna del Carmine (Pontinvrea)
La chiesa della Madonna del Carmine è un luogo di culto cattolico situato nella località di Carmine nel comune di Pontinvrea, in via Giovo, in provincia di Savona. Sorge nell'omonima località, lungo la strada di collegamento tra Pontinvrea e la frazione di Giovo Ligure.

## Storia e descrizione

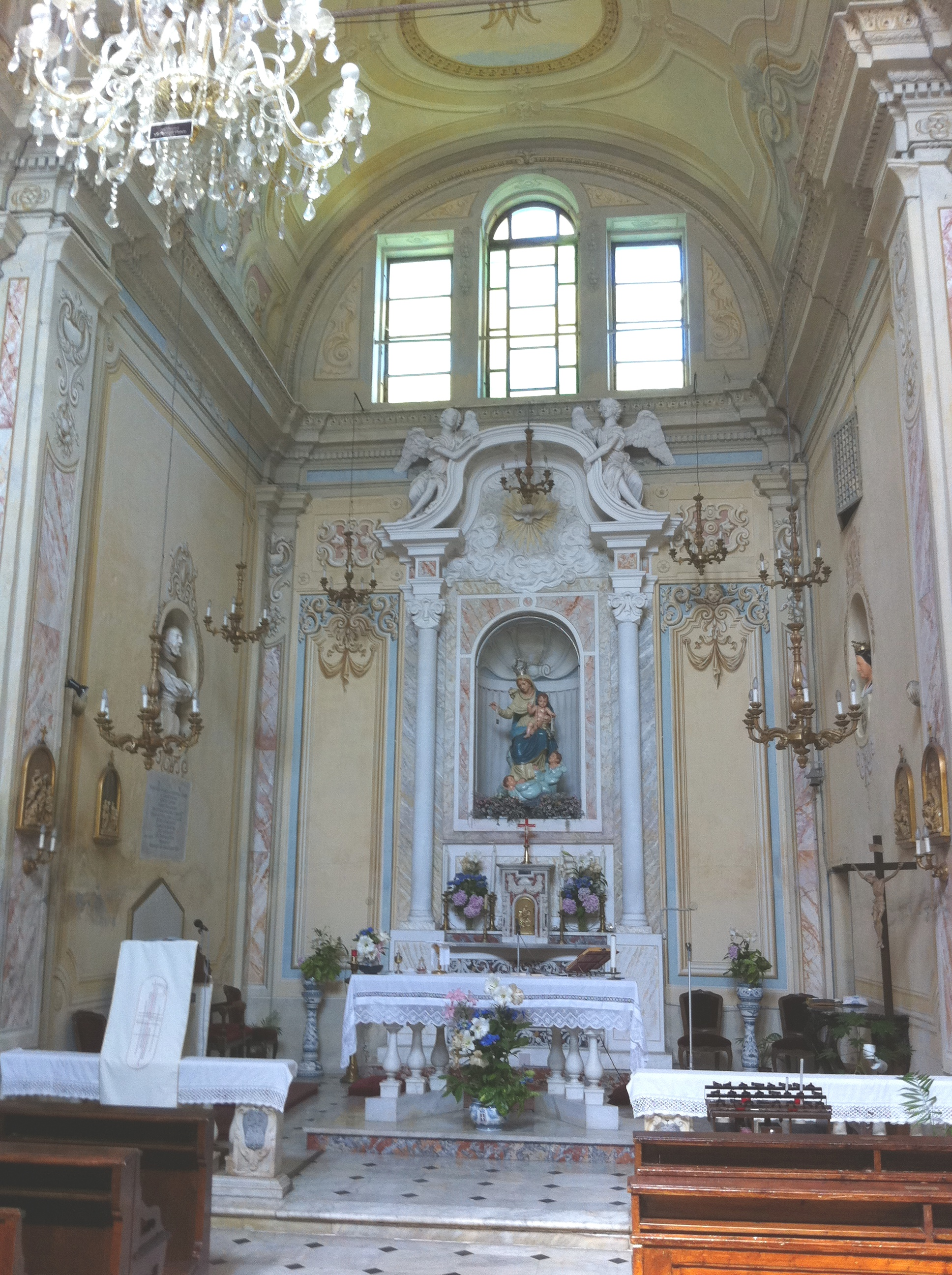
Il presbiterio

La chiesa della Madonna del Carmine fu edificata nel 1680 dai marchesi di Invrea a seguito del ritrovamento di una statua della Vergine tra i ruderi del vicino Castel Delfino.
L'interno è a navata unica con nicchie laterali e presbiterio quadrato.
Sopra l'altare maggiore si conserva una statua della Vergine risalente al XIX secolo. Sono presenti anche due angeli in stucco del XVIII secolo e un mezzo busto del marchese Francesco d'Invrea del 1688.